# 2018年アジア競技大会日本選手団
2018年アジア競技大会日本選手団は、インドネシア・ジャカルタおよびパレンバンで開催された2018年アジア競技大会の日本選手団。

## メダリスト
この一覧は未完成です。加筆、訂正して下さる協力者を求めています。
日本人が獲得したメダルは次の通り。
| メダル   | 選手名 | 競技         | 種目                             | 日付    |
| -------- | --- | ------------ | -------------------------------- | ------- |
| 金メダル | 鈴木聡美 | 競泳         | 女子100m平泳ぎ                   | 8月19日 |
| 金メダル | 瀬戸大也 | 競泳         | 男子200mバタフライ               | 8月19日 |
| 金メダル | 池江璃花子、山本茉由佳、五十嵐千尋、青木智美、酒井夏海、青木玲緒樹、白井璃緒                                                                                             | 競泳         | 女子4×100mリレー                 | 8月19日 |
| 金メダル | 佐渡一毅、黒木茜、高橋正直、照井駿介 | 馬術         | 馬上馬術団体                     | 8月20日 |
| 金メダル | 池江璃花子 | 競泳         | 女子50mバタフライ                | 8月20日 |
| 金メダル | 池江璃花子 | 競泳         | 女子100m自由形                   | 8月20日 |
| 金メダル | 渡部香生子 | 競泳         | 女子200m平泳ぎ                   | 8月20日 |
| 金メダル | 松元克央、江原騎士、萩野公介、平井彬嗣、小堀勇氣、溝畑樹蘭、坂田怜央 | 競泳         | 男子4×200mリレー                 | 8月20日 |
| 金メダル | 大橋悠依 | 競泳         | 女子400m個人メドレー             | 8月21日 |
| 金メダル | 小関也朱篤 | 競泳         | 男子200m平泳ぎ                   | 8月21日 |
| 金メダル | 池江璃花子 | 競泳         | 女子100mバタフライ               | 8月21日 |
| 金メダル | 太田忍 | レスリング   | 男子グレコローマンスタイル60kg級 | 8月21日 |
| 金メダル | 羽根田卓也 | カヌー       | スラローム・カナディアンシングル | 8月22日 |
| 金メダル | 矢澤亜季 | カヌー       | スラローム・カヤックシングル     | 8月22日 |
| 金メダル | 日本代表 | バドミントン | 女子団体                         | 8月22日 |
| 金メダル | 小関也朱篤 | 競泳         | 男子100m平泳ぎ                   | 8月22日 |
| 金メダル | 瀬戸大也 | 競泳         | 男子400m個人メドレー             | 8月22日 |
| 金メダル | 酒井夏海 | 競泳         | 女子100m背泳ぎ                   | 8月22日 |
| 金メダル | 中村克、松元克央、溝畑樹蘭、塩浦慎理 | 競泳         | 男子4×100mリレー                 | 8月22日 |
| 金メダル | 見延和靖、加納虹輝、山田優、宇山賢 | フェンシング | 男子エペ団体                     | 8月22日 |
| 金メダル | 酒井夏海、鈴木聡美、池江璃花子、青木智美 | 競泳         | 女子4×100mメドレーリレー         | 8月23日 |
| 金メダル | 塩浦慎理 | 競泳         | 男子100ｍ自由形                  | 8月23日 |
| 金メダル | 鈴木聡美 | 競泳         | 女子50m平泳ぎ                    | 8月23日 |
| 金メダル | 東晟良、宮脇花綸、菊池小巻、辻すみれ | フェンシング | 女子フルーレ団体                 | 8月23日 |
| 金メダル | 佐々木智之、和田翔吾、安里秀策 | ボウリング   | 男子トリオ                       | 8月23日 |
| 金メダル | 小関也朱篤 | 競泳         | 男子50ｍ自由形                   | 8月24日 |
| 金メダル | 池江璃花子 | 競泳         | 女子50ｍ自由形                   | 8月24日 |
| 金メダル | 宮浦真之、武田匡弘 | ボート       | 男子軽量級ダブルスカル           | 8月24日 |
| 金メダル | 上野由岐子、濱村ゆかり、藤田倭、我妻悠香、山内早織、渥美万奈、石川恭子、市口侑果、川畑瞳、洲鎌夏子、内藤実穂、山本優、河野美里、長﨑望未、原田のどか、山崎早紀、山田恵里 | ソフトボール |                                  | 8月24日 |
| 金メダル | 井上大仁 | 陸上競技     | 男子マラソン                     | 8月25日 |
| 金メダル | 長迫吉拓 | 自転車       | BMX男子クロスレース              | 8月25日 |
| 金メダル | 植草歩 | 空手         | 組手女子68kg級                   | 8月25日 |
| 金メダル | 喜友名諒 | 空手         | 形男子個人                       | 8月25日 |
| 金メダル | 清水希容 | 空手         | 形女子個人                       | 8月25日 |
| 銀メダル | 松元克央 | 競泳         | 男子200m自由形                   | 8月19日 |
| 銀メダル | 酒井夏海 | 競泳         | 女子200m背泳ぎ                   | 8月19日 |
| 銀メダル | 入江陵介 | 競泳         | 男子100m背泳ぎ                   | 8月19日 |
| 銀メダル | 青木玲緒樹 | 競泳         | 女子100m平泳ぎ                   | 8月19日 |
| 銀メダル | 幌村尚 | 競泳         | 男子200mバタフライ               | 8月19日 |
| 銀メダル | 高谷大地 | レスリング   | 男子フリースタイル65kg級         | 8月19日 |
| 銀メダル | 竹田渉瑚 | 競泳         | 男子800m自由形                   | 8月20日 |
| 銀メダル | 入江陵介 | 競泳         | 男子50m背泳ぎ                    | 8月20日 |
| 銀メダル | 萩野公介 | 競泳         | 男子200m個人メドレー             | 8月20日 |
| 銀メダル | 入江ゆき | レスリング   | 女子フリースタイル50kg級         | 8月20日 |
| 銀メダル | 野々村笙吾 | 体操         | 男子個人総合                     | 8月20日 |
| 銀メダル | 松田知幸 | 射撃         | 男子エアピストル                 | 8月21日 |
| 銀メダル | 中村克 | 競泳         | 男子50m自由形                    | 8月21日 |
| 銀メダル | 渡辺一平 | 競泳         | 男子200m平泳ぎ                   | 8月21日 |
| 銀メダル | 江原騎士 | 競泳         | 男子400m自由形                   | 8月21日 |
| 銀メダル | 五十嵐千尋、池江璃花子、大橋悠依、白井璃緒、小堀倭加、持田早智 | 競泳         | 女子4×200mリレー                 | 8月21日 |
| 銀メダル | 皆川博恵 | レスリング   | 女子76kg級                       | 8月21日 |
| 銀メダル | 荒谷友碩 | 武術太極拳   | 男子太極剣                       | 8月22日 |
| 銀メダル | 谷川翔、千葉健太、野々村笙吾、前野風哉、長谷川智将 | 体操         | 男子団体総合                     | 8月22日 |
| 銀メダル | 持田早智 | 競泳         | 女子200mバタフライ               | 8月22日 |
| 銀メダル | 萩野公介 | 競泳         | 男子400m個人メドレー             | 8月22日 |
| 銀メダル | 小西杏奈 | 競泳         | 女子100m背泳ぎ                   | 8月22日 |
| 銀メダル | 入江陵介、金子雅紀、小関也朱篤、渡辺一平、池江璃花子、山本茉由佳、青木智美                                                                                               | 競泳         | 混合4×100mメドレーリレー         | 8月22日 |
| 銅メダル | 田村紀佳 | フェンシング | 女子サーブル個人                 | 8月19日 |
| 銅メダル | 小堀倭加 | 競泳         | 女子1500m自由形                  | 8月19日 |
| 銅メダル | 加納虹輝 | フェンシング | 男子エペ個人                     | 8月19日 |
| 銅メダル | 高橋侑希 | レスリング   | 男子フリースタイル57kg級         | 8月19日 |
| 銅メダル | 藤波勇飛 | レスリング   | 男子フリースタイル74kg級         | 8月19日 |
| 銅メダル | 鈴木セルヒオ | テコンドー   | 男子58kg級                       | 8月20日 |
| 銅メダル | 東晟良 | フェンシング | 女子フルーレ個人                 | 8月20日 |
| 銅メダル | 青木玲緒樹 | 競泳         | 女子200m平泳ぎ                   | 8月20日 |
| 銅メダル | 奥野春菜 | レスリング   | 女子フリースタイル53kg級         | 8月20日 |
| 銅メダル | 坂上嘉津季 | レスリング   | 女子フリースタイル57kg級         | 8月20日 |
| 銅メダル | 川井梨紗子 | レスリング   | 女子フリースタイル62kg級         | 8月20日 |
| 銅メダル | 松本崇志 | 射撃         | 男子ライフル3姿勢                | 8月21日 |
| 銅メダル | 酒井夏海 | 競泳         | 女子50m背泳ぎ                    | 8月21日 |
| 銅メダル | 中尾駿一 | 競泳         | 男子50m自由形                    | 8月21日 |
| 銅メダル | 日本代表 | 水球         | 女子水球                         | 8月21日 |
| 銅メダル | 清水咲子 | 競泳         | 女子400m個人メドレー             | 8月21日 |
| 銅メダル | 萩野公介 | 競泳         | 男子400m自由形                   | 8月21日 |
| 銅メダル | 日本代表 | バドミントン | 男子団体                         | 8月21日 |
| 銅メダル | 與那嶺恵理 | 自転車       | ロード・女子個人                 | 8月22日 |
| 銅メダル | 福島史帆実、田村紀佳、髙嶋理紗、青木千佳 | フェンシング | 女子サーブル団体                 | 8月22日 |
| 銅メダル | 小堀勇氣 | 競泳         | 男子100mバタフライ               | 8月22日 |
| 銅メダル | 五十嵐千尋 | 競泳         | 女子200m自由形                   | 8月22日 |
| 銅メダル | 長谷川涼香 | 競泳         | 女子200mバタフライ               | 8月22日 |
| 銅メダル | 内山由綺、湯元ゆりか、塙颯香、中路紫帆、中村有美香 | 体操         | 女子団体総合                     | 8月22日 |
| 銅メダル | 園田新 | レスリング   | 男子グレコローマン130kg級        | 8月22日 |
| 銅メダル | 荒川龍太 | ボート       | 男子シングルスカル               | 8月23日 |

| 競技                         | 1  | 2  | 3  | 計  |
| ---------------------------- | -- | -- | -- | --- |
| アーチェリー                 | 1  | 0  | 1  | 2   |
| アーティスティックスイミング | 0  | 2  | 0  | 2   |
| 陸上                         | 6  | 2  | 10 | 18  |
| バドミントン                 | 1  | 1  | 4  | 6   |
| 野球                         | 0  | 1  | 0  | 1   |
| バスケットボール             | 0  | 1  | 1  | 2   |
| ボウリング                   | 2  | 0  | 0  | 2   |
| ボクシング                   | 0  | 0  | 1  | 1   |
| カヌー                       | 2  | 1  | 2  | 5   |
| 自転車                       | 3  | 5  | 6  | 14  |
| 飛込                         | 0  | 0  | 1  | 1   |
| 馬術                         | 3  | 1  | 0  | 4   |
| フェンシング                 | 2  | 0  | 6  | 8   |
| フィールドホッケー           | 2  | 0  | 0  | 2   |
| サッカー                     | 1  | 1  | 0  | 2   |
| ゴルフ                       | 2  | 0  | 0  | 2   |
| 体操                         | 0  | 4  | 3  | 7   |
| ハンドボール                 | 0  | 0  | 1  | 1   |
| 柔道                         | 9  | 3  | 1  | 13  |
| 空手                         | 4  | 0  | 2  | 6   |
| パラグライディング           | 1  | 1  | 0  | 2   |
| ローラースポーツ             | 3  | 2  | 0  | 5   |
| ボート                       | 1  | 0  | 2  | 3   |
| 7人制ラグビー                | 1  | 1  | 0  | 2   |
| セーリング                   | 4  | 0  | 0  | 4   |
| サンボ                       | 0  | 0  | 1  | 1   |
| セパタクロー                 | 0  | 1  | 1  | 2   |
| 射撃                         | 0  | 1  | 1  | 2   |
| ソフトテニス                 | 2  | 1  | 1  | 4   |
| ソフトボール                 | 1  | 0  | 0  | 1   |
| スポーツクライミング         | 1  | 1  | 1  | 3   |
| スカッシュ                   | 0  | 0  | 1  | 1   |
| 競泳                         | 19 | 20 | 13 | 52  |
| テコンドー                   | 0  | 0  | 2  | 2   |
| テニス                       | 0  | 0  | 4  | 4   |
| トライアスロン               | 3  | 0  | 0  | 3   |
| バレーボール                 | 0  | 1  | 0  | 1   |
| 水球                         | 0  | 1  | 1  | 2   |
| ウェイトリフティング         | 0  | 0  | 1  | 1   |
| レスリング                   | 1  | 3  | 6  | 10  |
| 武術太極拳                   | 0  | 1  | 0  | 1   |
| 合計                         | 75 | 56 | 74 | 205 |

## 陸上競技
男子
- 山縣亮太（100m）- 3位
- ケンブリッジ飛鳥（100m）- 準決勝敗退
- 飯塚翔太（200m）- 6位
- 小池祐貴（200m）- 1位
- ウォルシュ・ジュリアン（400m）- 5位
- 川元奨（800m）- 7位
- 村島匠（800m）- 予選敗退
- 館澤亨次（1500m）- 9位
- 金井大旺（110mハードル）- 7位
- 高山峻野（110mハードル）- 3位
- 安部孝駿（400mハードル）- 3位
- 岸本鷹幸（400mハードル）- 準決勝敗退
- 塩尻和也（3000m障害）
- 山口浩勢（3000m障害）
- 戸邉直人（走高跳）- 3位
- 衛藤昂（走高跳）- 6位
- 山本聖途（棒高跳）- 1位
- 竹川倖生（棒高跳）- 11位
- 橋岡優輝（走幅跳）- 4位
- 城山正太郎（走幅跳）- 5位
- 山下航平（三段跳）- 4位
- 湯上剛輝（円盤投）- 6位
- 新井涼平（やり投）- 7位
- 右代啓祐（十種競技）- 1位
- 中村明彦（十種競技）- 3位
- 井上大仁（マラソン）- 1位
- 園田隼（マラソン）- 4位
- 高橋英輝（20km競歩）- 5位
- 山西利和（20km競歩）- 2位
- 勝木隼人（50km競歩）- 1位
- 丸尾知司（50km競歩）- 4位

4×100mリレー - 1位
- 山縣亮太、ケンブリッジ飛鳥、桐生祥秀、多田修平

4×400mリレー - 3位
- 飯塚翔太、小池祐貴、ウォルシュ・ジュリアン、木村淳、川元奨

混合4×400mリレー - 5位
- 山下潤、木村淳、川田朱夏、宇都宮絵莉

女子
- 福島千里
- 100m - 予選敗退
- 200m - 欠場
- 市川華菜（100m）- 準決勝敗退
- 北村夢（800m）- 4位
- 塩見綾乃（800m）- 5位
- 鍋島莉奈（5000m）- 4位
- 山ノ内みなみ（5000m）- 6位
- 堀優花（10000m）- 7位
- 青木益未（100mハードル）- 5位
- 紫村仁美（100mハードル）- 7位
- 宇都宮絵莉（400mハードル）- 7位
- 石澤ゆかり（3000m障害）- 8位
- 勝山眸美（ハンマー投げ）- 3位
- 渡邊茜（ハンマー投げ）- 4位
- 斉藤真理菜（やり投げ）- 4位
- 宮下梨沙（やり投げ）- 9位
- 山﨑有紀（七種競技）- 3位
- ヘンプヒル恵（七種競技）- 6位
- 野上恵子（マラソン）- 2位
- 田中華絵（マラソン）- 9位
- 岡田久美子（20km競歩）- 3位

4×100mリレー - 5位
- 市川華菜、世古和、御家瀬緑、青木益未

4×400mリレー - 5位
- 川田朱夏、北村夢、塩見綾乃、宇都宮絵莉

## 水泳

### 競泳
男子
- 中村克
  - 50m自由形 - 2位
  - 100m自由形 - 2位
- 中尾駿一
  - 50m自由形 - 3位
  - 50mバタフライ - 4位
- 塩浦慎理（100m自由形）- 1位
- 松元克央（200m自由形）- 2位
- 江原騎士
  - 200m自由形 - 5位
  - 400m自由形 - 2位
- 萩野公介
  - 400m自由形 - 3位
  - 200m個人メドレー - 2位
  - 400m個人メドレー - 2位
- 竹田渉瑚
  - 800m自由形 - 2位
  - 1500m自由形 - 4位
- 山本耕平（800m自由形）- 4位
- 平井彬嗣（1500m自由形）- 5位
- 入江陵介
  - 50m背泳ぎ - 2位
  - 100m背泳ぎ - 2位
  - 200m背泳ぎ - 2位
- 金子雅紀
  - 50m背泳ぎ - 予選敗退
  - 100m背泳ぎ - 4位
- 砂間敬太（200m背泳ぎ）- 3位
- 小関也朱篤
  - 50m平泳ぎ - 1位
  - 100m平泳ぎ - 1位
  - 200m平泳ぎ - 1位
- 渡辺一平
  - 100m平泳ぎ - 4位
  - 200m平泳ぎ - 2位
- 小堀勇氣
  - 50mバタフライ - 7位
  - 100mバタフライ - 3位
- 幌村尚
  - 100mバタフライ - 6位
  - 200mバタフライ - 2位
- 瀬戸大也
  - 50m平泳ぎ - 4位
  - 200mバタフライ - 1位
  - 200m個人メドレー - 4位
  - 400m個人メドレー - 1位

4×100mフリーリレー - 1位
- 松元克央、溝畑樹蘭、中村克、塩浦慎理

4×200mフリーリレー - 1位
- 江原騎士、萩野公介、松元克央、坂田怜央、溝畑樹蘭、平井彬嗣、小堀勇氣

4×100mメドレーリレー - 2位
- 入江陵介、小関也朱篤、小堀勇氣、中村克

混合4×100mメドレーリレー - 2位
- 入江陵介、小関也朱篤、渡辺一平、池江璃花子、青木智美、山本茉由佳

女子
- 池江璃花子
  - 50m自由形 - 1位
  - 100m自由形 - 1位
  - 50mバタフライ - 1位
  - 100mバタフライ - 1位
- 山本茉由佳（50m自由形）- 4位
- 青木智美（100m自由形）- 4位
- 五十嵐千尋
  - 200m自由形 - 3位
  - 400m自由形 - 3位
- 大橋悠依
  - 200m自由形 - 4位
  - 200m個人メドレー - 2位
  - 400m個人メドレー - 1位
- 小堀倭加
  - 400m自由形 - 4位
  - 800m自由形 - 3位
  - 1500m自由形 - 3位
- 森山幸美
  - 800m自由形 - 4位
  - 1500m自由形 - 4位
- 小西杏奈
  - 50m背泳ぎ - 4位
  - 100m背泳ぎ - 2位
- 酒井夏海
  - 50m背泳ぎ - 3位
  - 100m背泳ぎ - 1位
  - 200m背泳ぎ - 2位
- 赤瀬紗也香（200m背泳ぎ）- 4位
- 青木玲緒樹
  - 100m平泳ぎ - 2位
  - 200m平泳ぎ - 3位
- 鈴木聡美
  - 50m平泳ぎ - 1位
  - 100m平泳ぎ - 1位
- 渡部香生子（200m平泳ぎ）- 1位
- 持田早智（200mバタフライ）- 2位
- 相馬あい
  - 50mバタフライ - 予選敗退
  - 100mバタフライ - 4位
- 長谷川涼香（200mバタフライ）- 3位
- 寺村美穂
  - 50m平泳ぎ - 失格
  - 200m個人メドレー - 3位
- 清水咲子（400m個人メドレー）- 3位

4×100mフリーリレー - 1位
- 池江璃花子、酒井夏海、青木智美、五十嵐千尋、山本茉由佳、白井璃緒

4×200mフリーリレー - 2位
- 五十嵐千尋、池江璃花子、大橋悠依、白井璃緒、小堀倭加、持田早智

4×100mメドレーリレー - 1位
- 酒井夏海、青木玲緒樹、池江璃花子、青木智美、相馬あい、
小西杏奈、清水咲子、鈴木聡美

### 飛込
男子
- 寺内健（3m飛板飛込）- 4位
- 村上和基（10m高飛込）- 7位
- 坂井丞（3m飛板飛込）- 5位

3mシンクロ - 3位
- 寺内健、坂井丞

女子
- 板橋美波（1m飛板飛込）- 6位
- 三上紗也可（3m飛板飛込）- 4位
- 荒井祭里（10m高飛込）- 5位
- 宮本葉月（3m飛板飛込）- 6位

10m高飛込シンクロ - 4位
- 板橋美波、荒井祭里

3mシンクロ - 5位
- 三上紗也可、宮本葉月

### アーティスティックスイミング
- チーム - 2位
  - 乾友紀子
  - 小俣夏乃
  - 福村寿華
  - 吉田萌
  - 丸茂圭衣
  - 安永真白
  - 塚本真由
  - 京極おきな
  - 木島萌香

- デュエット - 2位
  - 乾友紀子、吉田萌

### 水球
男子
- 水球男子日本代表 - 2位
  - 棚村克行
  - 福島丈貴
  - 飯田純士
  - コップ・晴紀イラリオ
  - 大川慶悟
  - 志賀光明
  - 荒井陸
  - 足立聖弥
  - 吉田拓馬
  - 荒木健太
  - 高田充
  - 宮澤拓夢
  - 稲場悠介

女子
- 水球女子日本代表 - 3位
  - 塩谷南美
  - 鈴木琴莉
  - 坂上千明
  - 野呂美咲季
  - 新澤由貴
  - 橋田舞子
  - 細谷香奈
  - 山本実乃里
  - 徳用万里奈
  - 有馬優美
  - 曲山紫乃
  - 稲場朱里
  - 青木美友

## サッカー
男子
- U-21サッカー日本代表 - 2位
  - 小島亨介
  - オビ・パウエル・オビンナ
  - 板倉滉
  - 立田悠悟
  - 原輝綺
  - 杉岡大暉
  - 岡崎慎
  - 三好康児
  - 長沼洋一
  - 神谷優太
  - 三笘薫
  - 初瀬亮
  - 遠藤渓太
  - 舩木翔
  - 岩崎悠人
  - 松本泰志
  - 渡辺皓太
  - 前田大然
  - 旗手怜央
  - 上田綺世

女子
- サッカー日本女子代表 - 1位
  - 池田咲紀子
  - 山下杏也加
  - 鮫島彩
  - 有吉佐織
  - 三宅史織
  - 清水梨紗
  - 國武愛美
  - 高木ひかり
  - 中島依美
  - 阪口萌乃
  - 増矢理花
  - 隅田凜
  - 籾木結花
  - 長谷川唯
  - 菅澤優衣香
  - 岩渕真奈
  - 横山久美
  - 田中美南

## テニス
男子
- 内山靖崇（シングルス）- 3回戦敗退
- 綿貫陽介（シングルス）- 3回戦敗退
- 男子ダブルス
  - 上杉海斗、島袋将 - 3位
  - 綿貫陽介、伊藤雄哉 - 3位
- 混合ダブルス
  - 内山靖崇、二宮真琴 - 準々決勝敗退
  - 上杉海斗、林恵里奈 - 3位

女子
- 加藤未唯（シングルス）- 3回戦敗退
- 穂積絵莉（シングルス）- 3回戦敗退
- 女子ダブルス
  - 加藤未唯、二宮真琴 - 3位
  - 内島萌夏、林恵里奈 - 準々決勝敗退

## ボート
男子
- 荒川龍太（シングルスカル）- 3位

かじなしペア - 3位
- 大塚圭宏、高野勇太

ダブルスカル - 6位
- 栗原誠和、山尾圭太

軽量級ダブルスカル - 1位
- 武田匡弘、宮浦真之

女子
- 榊原春奈（シングルスカル）- 4位

ダブルスカル - 4位
- 米川志保、中条彩香

かじなしペア　-4位
- 高野晃帆、西原佳

軽量級ダブルスカル - 4位
- 高島美晴、瀧本日向子

## ホッケー
男子
- ホッケー男子日本代表 - 1位
- 吉川貴史
- 高野雄介
- 山下学
- 膳棚大剛
- 大橋雅貴
- 山田翔太
- 霧下義貴
- 北里謙治
- 三谷元騎
- 田中世蓮
- 星卓
- 落合大将
- 田中海渡
- 田中健太
- 村田和麻
- 福田健太郎
- 山﨑晃嗣
- 渡辺晃大

女子
- ホッケー女子日本代表 - 1位
  - 景山恵
  - 田中秋桜
  - 内藤夏紀
  - 星希巳加
  - 大田昭子
  - 小野真由美
  - 及川栞
  - 錦織えみ
  - 真野由佳梨
  - 永井葉月
  - 山田明季
  - 瀬川真帆
  - 石橋唯今
  - 狩野真美
  - 清水美並
  - 河村元美
  - 永井友理
  - 加藤彰子

## ボクシング
男子
- 坪井智也（ライトフライ級）- 2回戦敗退
- 田中亮明（フライ級）- 2回戦敗退
- 堤駿斗（バンタム級）- 1回戦敗退
- 森坂嵐（ライト級）- 1回戦敗退
- 成松大介（ライトウェルター級）- 3位
- 荒本一成（ウェルター級）- 2回戦敗退
- 森脇唯人（ミドル級）- 1回戦敗退

女子
- 和田まどか（フライ級）- 準々決勝敗退

## バレーボール

### インドア
男子
- バレーボール全日本男子 - 5位
  - 高松卓矢
  - 千々木駿介
  - 深津英臣
  - 傳田亮太
  - 出耒田敬
  - 本間隆太
  - 高野直哉
  - 小川猛
  - 永露元稀
  - 小野寺太志
  - 堀江友裕
  - 小澤宙輝
  - 都築仁
  - 佐藤駿一郎

女子
- バレーボール全日本女子 - 6位
  - 荒木絵里香
  - 冨永こよみ
  - 井上琴絵
  - 佐藤美弥
  - 岩坂名奈
  - 新鍋理沙
  - 奥村麻依
  - 石井優希
  - 長岡望悠
  - 野本梨佳
  - 島村春世
  - 小幡真子
  - 鍋谷友理枝
  - 黒後愛

### ビーチバレー
男子
- 白鳥勝浩、上場雄也 - 1回戦敗退
- 長谷川徳海、清水啓輔 - 1回戦敗退

女子
- 村上めぐみ、石井美樹 - 2位
- 長谷川暁子、二見梓 - 準々決勝敗退

## 体操

### 体操競技
男子
- 谷川翔
  - 個人総合 - 4位
  - 種目別ゆか - 8位
  - 種目別鉄棒 - 7位
- 千葉健太
  - 種目別あん馬 - 8位
  - 種目別平行棒 - 3位
  - 種目別鉄棒 - 6位
- 野々村笙吾
  - 個人総合 - 2位
  - 種目別つり輪 - 2位
- 前野風哉
- 長谷川智将（種目別あん馬）- 7位
- 団体 - 2位
  - 谷川翔、千葉健太、野々村笙吾、前野風哉、長谷川智将

女子
- 内山由綺
  - 個人総合 - 9位
  - 種目別段違い平行棒 - 4位
- 湯元ゆりか
- 塙颯香（種目別ゆか）- 8位
- 中路紫帆
  - 個人総合 - 6位
  - 種目別ゆか - 3位
  - 種目別平均台 - 4位
- 中村有美香（種目別段違い平行棒）- 7位
- 団体 - 3位
  - 塙颯香、内山由綺、中路紫帆、湯元ゆりか、中村有美香

### 新体操
- 大岩千未来（個人総合）- 6位
- 河崎羽珠愛（個人総合）- 予選敗退
- 柴山瑠莉子（個人総合）- 7位
- 飯田由香
- 国別対抗 - 4位
  - 柴山瑠莉子、河崎羽珠愛、大岩千未来、飯田由香

### トランポリン
男子
- 上山容弘（個人）- 5位
- 堺亮介（個人）- 4位

女子
- 森ひかる（個人）- 2位
- 宇山芽紅（個人）- 4位

## バスケットボール
男子
- バスケットボール男子日本代表 - 7位
  - 太田敦也
  - 辻直人
  - ベンドラメ礼生
  - 熊谷尚也
  - 張本天傑
  - 永吉佑也[2]
  - 橋本拓哉[2]
  - 今村佳太[2]
  - 佐藤卓磨[2]
  - 玉木祥護
  - 中村太地
  - シェーファー・アヴィ・幸樹

女子
- バスケットボール女子日本代表 - 3位
  - 篠崎澪
  - 渡邉亜弥
  - 鈴木知佳
  - 安間志織
  - 河村美幸
  - 林咲希
  - 宮崎早織
  - 永田萌絵
  - 中田珠未
  - 梅沢カディシャ樹奈
  - 馬瓜ステファニー
  - 竹原レイラ

### 3×3
男子
- 3x3男子日本代表 - 準々決勝敗退
  - 宮越康槙
  - 荒川颯
  - 松脇圭志
  - 杉本天昇

女子
- 3x3女子日本代表 - 2位
  - 栗林未和
  - 宮下希保
  - 奥山理々嘉
  - 今野紀花

## レスリング

### レスリング
男子
- 高橋侑希（フリースタイル57kg級） - 3位
- 高谷大地（フリースタイル65kg級） - 2位
- 藤波勇飛（フリースタイル74kg級） - 3位
- 白井勝太（フリースタイル86kg級）
- 山口剛（フリースタイル97kg級） - 5位
- 荒木田進謙（フリースタイル125kg級） - 1回戦敗退
- 太田忍（グレコローマン60kg級）- 1位
- 下山田培（グレコローマン67kg級）- 1回戦敗退
- 屋比久翔平（グレコローマン77kg級）- 5位
- 角雅人（グレコローマン87kg級）- 2回戦敗退
- 奈良勇太（グレコローマン97kg級）
- 園田新（グレコローマン130kg級）- 3位

女子
- 入江ゆき（フリースタイル50kg級）- 2位
- 奥野春菜（フリースタイル53kg級）- 3位
- 坂上嘉津季（フリースタイル57kg級）- 3位
- 川井梨紗子（フリースタイル62kg級）- 3位
- 源平彩南（フリースタイル68kg級）- 5位
- 皆川博恵（フリースタイル76kg級）- 2位

### プンチャック・シラット
男子
- 麻生大輔（シングル）- 予選敗退

### サンボ
男子
- 山本晃太（52kg級）- 敗者復活3回戦敗退
- 佐藤陽介（90kg級）- 敗者復活2回戦敗退

女子
- 富菜月（68kg級）- 3位

### クラッシュ
男子
- 添田航平（81kg級）- 2回戦敗退
- 川口辰巳（90kg超級）- 2回戦敗退

## セーリング
男子
- 瀬川和正（レーザー級）- 4位
- 富沢慎（RS:X級）- 4位

470級 - 1位
- 磯崎哲也、高柳彬

49er級 - 1位
- 古谷信玄、八山慎司

女子
- 土居愛実（レーザーラジアル級）- 1位
- 小嶺惠美（RS:X級）- 5位

470級 - 1位
- 吉田愛、吉岡美帆

混合
- 前田海陽（レーザー4.7級）- 5位
- 抜井理沙（レーザー4.7級）- 13位

## ウェイトリフティング
男子
- 高尾宏明 62kg級）- 10位
- 糸数陽一（62kg級）- 5位
- 近内三孝（69kg級）- 10位
- 宮本昌典（69kg級）- 8位
- 笠井武広（77kg級）- 6位
- 五百蔵正和（77kg級）- 9位
- 山本俊樹（85kg級）- 4位
- 田中太郎（105kg級）- 6位

女子
- 柳田瑞季（48kg級）- 9位
- 高橋いぶき（48kg級）- 7位
- 八木かなえ（53kg級）- 7位
- 佐渡山彩奈（53kg級）- 11位
- 安藤美希子（58kg級）- 3位
- 石井未来（69kg級）- 7位
- 神谷歩（75kg級）- 5位

## ハンドボール
男子
- ハンドボール日本男子代表 - 4位
  - 門山哲也
  - 高智海吏
  - 甲斐昭人
  - 東長濱秀希
  - 笠原謙哉
  - 小室大地
  - 成田幸平
  - 信太弘樹
  - 渡部仁
  - 濱口直大
  - 元木博紀
  - 東江雄斗
  - 杉岡尚樹
  - 吉野樹
  - 玉川裕康
  - 坂井幹

女子
- ハンドボール日本女子代表 - 3位
  - 飛田季実子
  - 寺田三友紀
  - 石立真悠子
  - 永田しおり
  - 塩田沙代
  - 勝連智恵
  - 河田知美
  - 横嶋彩
  - 原希美
  - 多田仁美
  - 大山真奈
  - 角南果帆
  - 板野陽
  - 永田美香
  - 秋山なつみ
  - 藤田明日香

## 自転車

### トラック
男子
- 橋本英也（オムニアム）- 1位
- 近谷涼（個人追抜き）- 2位
- 沢田桂太郎
- 今村駿介
- 一丸尚吾
- 新田祐大（ケイリン）- 2位
- 脇本雄太
  - スプリント - 準々決勝敗退
  - ケイリン - 5位
- 深谷知広（スプリント）- 2位
- 雨谷一樹
- チームスプリント - 3位
  - 雨谷一樹、新田祐大、深谷知広
- チームパシュート - 3位
  - 一丸尚伍、沢田桂太郎、今村駿介、近谷涼
- マディソン - 3位
  - 橋本英也、今村駿介

女子
- 吉川美穂
- 中村妃智（個人追抜き）- 6位
- 鈴木奈央
- 橋本優弥
- 梶原悠未（オムニアム）- 1位
- 前田佳代乃
  - ケイリン - 敗者復活戦敗退
  - スプリント - 1回戦敗退
- 太田りゆ
  - ケイリン - 8位
  - スプリント - 準々決勝敗退
- チームスプリント - 4位
  - 前田佳代乃、太田りゆ
- チームパシュート - 3位
  - 梶原悠未、中村妃智、吉川美穂、橋本優弥
- マディソン - 4位
  - 橋本優弥、梶原悠未

### ロードレース
男子
- 中根英登（ロードレース）- 5位
- 別府史之
  - 男子ロードレース - 2位
  - 男子タイムトライアル - 3位

女子
- 唐見実世子（ロードレース）- 20位
- 與那嶺恵理
  - 女子ロードレース - 3位
  - 女子タイムトライアル - 2位

### マウンテンバイク
- 沢田時（男子クロスカントリー）- 6位

### BMX
男子
- 長迫吉拓 - 1位
- 吉村樹希敢 - 6位

女子
- 畠山紗英 - 8位

## ソフトテニス
男子
- 船水颯人（シングルス）- 予選敗退
- 上松俊貴
- 丸中大明
- 長江光一（シングルス）- 準々決勝敗退
- 増田健人
- 団体 - 2位
- 混合ダブルス
  - 増田健人、黑木瑠璃華 - 準々決勝敗退
  - 上松俊貴、林田リコ - 3位

女子
- 林田リコ
- 半谷美咲
- 高橋乃綾（シングルス）- 1位
- 尾上胡桃（シングルス）- 準々決勝敗退
- 黑木瑠璃華
- 団体 - 1位
  - 林田リコ、半谷美咲、高橋乃綾、尾上胡桃、黑木瑠璃華

## 卓球
男子
個人
- 松平健太 - 準々決勝敗退
- 上田仁 - 準々決勝敗退

団体 - 準々決勝敗退
- 松平健太、森薗政崇、上田仁、吉田雅己

混合ダブルス
- 森薗政崇、森薗美咲 - 3回戦敗退
- 上田仁、前田美優 - 3回戦敗退

女子
個人
- 加藤美優 - 準々決勝敗退
- 安藤みなみ - 3回戦敗退

団体 - 準々決勝敗退
- 加藤美優、浜本由惟、前田美優、安藤みなみ

## 馬術

### 馬場馬術
- 佐渡一毅（個人）- 予選敗退
- 高橋正直（個人）- 9位
- 照井駿介（個人）- 4位
- 黒木茜（個人）- 予選敗退
- 団体 - 1位
  - 高橋正直、照井駿介、佐渡一毅、黒木茜

### 総合馬術
- 大岩義明（個人）- 1位
- 北島隆三（個人）- 4位
- 弓良隆行（個人）- 5位
- 平永健太（個人）- 7位
- 団体 - 1位
  - 弓良隆行、平永健太、北島隆三、大岩義明

### 障害飛越
- 桝井俊樹（個人）- 42位
- 杉谷泰造（個人）- 4位
- 福島大輔（個人）- 26位
- 御護守将太（個人）- 5位
- 団体 - 2位
  - 桝井俊樹、杉谷泰造、福島大輔、御護守将太

## フェンシング
男子
- 敷根崇裕（フルーレ）- 2回戦敗退
- 西藤俊哉（フルーレ）- 準々決勝敗退
- 見延和靖（エペ）- 準々決勝敗退
- 加納虹輝（エペ）- 3位
- 吉田建人（サーブル）- 2回戦敗退
- 徳南堅太（サーブル）- 準々決勝敗退

フルーレ団体 - 3位
- 敷根崇裕、西藤俊哉、松山恭助、鈴村健太

エペ団体 - 1位
- 見延和靖、加納虹輝、山田優、宇山賢

サーブル団体 - 準々決勝敗退
- 吉田建人、徳南堅太、島村智博、ストリーツ海飛

女子
- 東晟良（フルーレ）- 3位
- 宮脇花綸（フルーレ）- 準々決勝敗退
- 大石栞菜（エペ）- 準々決勝敗退
- 古俣潮里（エペ）- 準々決勝敗退
- 福島史帆実（サーブル）- 準々決勝敗退
- 田村紀佳（サーブル）- 3位

フルーレ団体 - 1位
- 東晟良、宮脇花綸、菊池小巻、辻すみれ

エペ団体 - 3位
- 大石栞菜、古俣潮里、山田あゆみ、馬場晴菜

サーブル団体 - 3位
- 福島史帆実、田村紀佳、髙嶋理紗、青木千佳

## 柔道
男子
- 王子谷剛志（100kg超級）- 5位
- 飯田健太郎（100kg級）- 1位
- ベイカー茉秋（90kg級）- 3位
- 佐々木健志（81kg級）- 5位
- 大野将平（73kg級）- 1位
- 丸山城志郎（66kg級）- 2位
- 志々目徹（60kg級）- 2位

男女混合団体 - 1位
- 影浦心、小林悠輔、海老沼匡、山本沙羅、田中志歩、舟久保遥香

女子
- 素根輝（78kg超級）- 1位
- 佐藤瑠香（78kg級）- 1位
- 新添左季（70kg級）- 1位
- 鍋倉那美（63kg級）- 1位
- 玉置桃（57kg級）- 1位
- 角田夏実（52kg級）- 1位
- 近藤亜美（48kg級）- 2位

## ソフトボール
女子
- ソフトボール日本代表 - 1位
  - 上野由岐子
  - 濱村ゆかり
  - 藤田倭
  - 我妻悠香
  - 山内早織
  - 渥美万奈
  - 石川恭子
  - 市口侑果
  - 川畑瞳
  - 洲鎌夏子
  - 内藤実穂
  - 山本優
  - 河野美里
  - 長﨑望未
  - 原田のどか
  - 山崎早紀
  - 山田恵里

## バドミントン
男子
- 団体 - 3位
  - 桃田賢斗
  - 西本拳太
  - 武下利一
  - 常山幹太
  - 園田啓悟
  - 嘉村健士
  - 井上拓斗
  - 金子祐樹
  - 渡辺勇大
  - 保木卓朗
- シングルス
  - 桃田賢斗 - 3回戦敗退
  - 西本拳太 - 3位
- ダブルス
  - 園田啓悟、嘉村健士 - 2回戦敗退
  - 井上拓斗、金子祐樹 - 2回戦敗退
- 混合ダブルス
  - 渡辺勇大、東野有紗 - 準々決勝敗退
  - 保木卓朗、米元小春 - 準々決勝敗退

女子
- 団体 - 1位
  - 山口茜
  - 奥原希望
  - 佐藤冴香
  - 大堀彩
  - 髙橋礼華
  - 松友美佐紀
  - 福島由紀
  - 廣田彩花
  - 東野有紗
  - 米元小春
- シングルス
  - 山口茜 - 3位
  - 奥原希望 - 準々決勝敗退
- ダブルス
  - 髙橋礼華、松友美佐紀 - 2位
  - 福島由紀、廣田彩花 - 3位

## 射撃

### クレー射撃
男子
- 横内誠（スキート）- 予選敗退
- 折原研二（スキート）- 予選敗退

女子
- 中山由起枝（トラップ）- 予選敗退
- 石原奈央子（スキート）- 予選敗退
- 折原梨花（スキート）- 予選敗退

### ライフル射撃
男子
- 島田敦（10mエアライフル）- 予選敗退
- 岡田直也（10mエアライフル）- 予選敗退
- 松本崇志（50mライフル3姿勢）- 3位
- 山下敏和（50mライフル3姿勢）- 予選敗退
- 松田知幸（10mエアピストル）- 2位
- 園田吉伸（10mエアピストル）- 予選敗退
- 秋山輝吉（25mラピッドファイアピストル）- 予選敗退
- 混合エアライフル（島田敦、清水綾乃）- 予選敗退
- 混合エアピストル（松田知幸、佐藤明子）- 4位

女子
- 清水綾乃
  - 10mエアライフル - 予選敗退
  - 50mライフル3姿勢 - 予選敗退
- 砥石真衣（50mライフル3姿勢）- 予選敗退
- 古野本真希（10mエアライフル）- 予選敗退
- 山田聡子（10mエアピストル）- 予選敗退
- 佐藤明子
  - 10mエアピストル - 予選敗退
  - 25mピストル - 予選敗退
- 小西ゆかり（25mピストル）- 予選敗退

## 近代五種
男子
- 岩元勝平 - 8位
- 小野友行 - 6位

女子
- 島津玲奈 - 4位
- 朝長なつ美 - 5位

## ラグビーフットボール
男子
- 7人制ラグビー男子日本代表 - 2位
  - 小澤大
  - 副島亀里・ララボウ・ラティアナラ
  - ツポウ・テビタ
  - 坂井克行
  - 橋野皓介
  - 吉澤太一
  - 本村直樹
  - トゥキリ・ロテ
  - 林大成
  - 松井千士
  - 加納遼大
  - 大石力也

女子
- 7人制ラグビー女子日本代表 - 1位
  - 大黑田裕芽
  - 大竹風美子
  - 小出深冬
  - 小笹知美
  - 鈴木彩夏
  - 立山由香里
  - 田中笑伊
  - 谷口令子
  - 中村知春
  - 長田いろは
  - バティヴァカロロ・ライチェル・海遥
  - 平野優芽

## スポーツクライミング
男子
- 楢﨑智亜
  - 複合 - 3位
  - スピード - 10位
- 藤井快
  - 複合 - 2位
  - スピード - 予選敗退

女子
- 野口啓代
  - 複合 - 1位
  - スピード - 予選敗退
- 伊藤ふたば
  - 複合 - 4位
  - スピード - 9位

## カヌー

### カヤック・スプリント
男子
- 松下桃太郎（カヤックシングル200m）- 7位
- 藤嶋大規（カヤック）
- 水本圭治（カヤック）
- 小松正治（カヤック）
- 當銘孝仁（カナディアン）
- 佐藤光（カナディアン）
- 大城海輝（カナディアンシングル1000m）- 5位
- カヤックペア1000m - 5位
  - 水本圭治、小松正治
- カヤックフォア500m - 4位
  - 藤嶋大規、松下桃太郎、小松正治、水本圭治
- カナディアンペア1000m - 7位
  - 佐藤光、當銘孝仁

女子
- 小野祐佳（カヤック）
  - カヤックシングル200m - 3位
  - カヤックシングル500m - 4位
- 多田羅英花（カヤック）
- 久保田愛夏（カナディアン）
- 坪田恵（カナディアンシングル200m）- 9位
- 桐明輝子（カナディアン）
- カヤックペア500m - 3位
  - 小野祐佳、多田羅英花
- カナディアンペア500m - 4位
  - 久保田愛夏、桐明輝子

### カヤック・スラローム
男子
- 足立和也（カヤックシングル）- 2位
- 吉田拓（カヤックシングル）- 準決勝敗退
- 羽根田卓也（カナディアンシングル）- 1位
- 佐々木将汰（カナディアンシングル）- 準決勝敗退

女子
- 矢澤亜季（カヤックシングル）- 1位
- 竹下百合子（カヤックシングル）- 準決勝敗退
- 三島廉（カナディアンシングル）- 4位

## アーチェリー
男子
- 古川高晴（リカーブ個人）- 準々決勝敗退
- 武藤弘樹（リカーブ個人）- 3回戦敗退
- 倉矢知明（リカーブ）
- 中村和音（コンパウンド）
- リカーブ団体 - 準々決勝敗退
  - 古川高晴、倉矢知明、武藤弘樹
- ミックスリカーブ - 1位
  - 古川高晴、杉本智美
- ミックスコンパウンド - 2回戦敗退
  - 中村和音、本多由美子

女子
- 加藤綾乃（リカーブ）
- 川中香緖里（リカーブ個人）- 3回戦敗退
- 杉本智美（リカーブ個人）- 準々決勝敗退
- 本多由美子（コンパウンド）
- リカーブ団体 - 3位
  - 加藤綾乃、川中香緒里、杉本智美

## 空手道

### 組手
男子
- 篠原浩人（67kg級）- 2回戦敗退
- 渡邊大輔（75kg級）- 1回戦敗退
- 荒賀龍太郎（84kg級）- 1位

女子
- 宮原美穂（50kg級）- 3位
- 染谷香予（68kg級）- 3位
- 植草歩（68kg超級）- 1位

### 形
男子
- 喜友名諒 - 1位

女子
- 清水希容 - 1位

## ボウリング
男子
- 佐々木智之
- 宮澤拓哉（マスターズ）- 準決勝敗退
- 吉田大祐
- 和田翔悟
- 安里秀策（マスターズ）- 準決勝敗退
- 幸喜将太
- トリオ戦
- 佐々木智之、和田翔悟、安里秀策 - 1位
- 吉田大祐、宮澤拓哉、幸喜将太 - 8位
- 6人チーム戦 - 4位
  - 佐々木智之、和田翔吾、安里秀策、吉田大祐、宮澤拓哉、幸喜将太 - 4位

女子
- 向谷美咲
- 北村恵
- 佐藤悠里（マスターズ）- 準決勝敗退
- 竹川ひかる
- 今井双葉
- 石本未来（マスターズ）- 1位
- トリオ戦
  - 佐藤悠里、北村恵、竹川ひかる - 12位
  - 石本未来、今井双葉、向谷美咲 - 14位
- 6人チーム戦 - 6位
  - 佐藤悠里、北村恵、竹川ひかる、石本美来、今井双葉、向谷美咲

## 野球
男子
- 野球日本代表 - 2位
  - 堀誠
  - 臼井浩
  - 岡野祐一郎
  - 勝野昌慶
  - 佐竹功年
  - 吉川峻平
  - 荒西祐大
  - 富山凌雅
  - 髙橋拓已
  - 木南了
  - 辻野雄大
  - 細山田武史
  - 地引雄貴
  - 喜納淳弥
  - 岡部通織
  - 森下翔平
  - 北村祥治
  - 青柳匠
  - 松本桃太郎
  - 堀米潤平
  - 田村強
  - 笹川晃平
  - 佐藤旭
  - 近本光司

## 武術太極拳
男子
- 荒谷友碩（太極剣・太極拳）- 2位
- 別當響（剣術・槍術）- 5位
- 坂本蓮（長拳）- 7位
- 毛利亮太（南拳・南棍）- 5位

女子
- 山口啓子（剣術・槍術）- 5位
- 齋藤志保（太極剣・太極拳）
  - 太極剣・太極拳 - 11位
  - 散手52kg級 - 9位

## トライアスロン
男子
- 古谷純平 - 1位
- 小田倉真 - 7位
- 細田雄一
- 混合リレー - 1位
  - 佐藤優香、古谷純平、高橋侑子、細田雄一

女子
- 髙橋侑子 - 1位
- 佐藤優香 - 途中棄権
- 瀬賀楓佳

## ゴルフ
男子
- 中島啓太 - 1位
- 金谷拓実 - 4位
- 今野大喜 - 8位
- 米澤蓮 - 13位
- 団体 - 1位
  - 中島啓太、米澤蓮、今野大喜、金谷拓実

女子
- 古江彩佳 - 4位
- 佐渡山理莉 - 17位
- 小倉彩愛 - 20位
- 団体 - 5位
  - 小倉彩愛、佐渡山理莉、古江彩佳

## スカッシュ
男子
- 机龍之介 - 2回戦敗退
- 遠藤共峻 - 1回戦敗退
- 小林僚生
- 団体 - 1次リーグ敗退
  - 机龍之介、遠藤共峻、小林僚生

女子
- 渡邉聡美 - 準々決勝敗退
- 小林海咲 - 準々決勝敗退
- 杉本梨沙
- 団体 - 3位
  - 渡邉聡美、小林海咲、杉本梨沙

## テコンドー
男子
- 鈴木セルヒオ（58kg級）- 3位
- 本間政丞（63kg級）- 1回戦敗退
- 江畑秀範（80kg級）- 2回戦敗退

女子
- 山田美諭（49kg級）- 3位
- 長野聖子（53kg級）- 2回戦敗退
- 梅原麻奈（型）- 準々決勝敗退

## ローラースポーツ

### スケートボード
男子
- 池慧野巨（ストリート）-  1位
- 笹岡建介 - 1位
- ストリート - 予選敗退
- パーク - 1位

女子
- 伊佐風椰
  - ストリート - 2位
  - パーク - 2位
- 四十住さくら（パーク）- 1位

## カバディ
男子
- カバディ日本代表 - 1次リーグ敗退
  - 下川正將
  - 河野貴光
  - 新田晃千
  - 髙野一裕
  - 阿部哲朗
  - 真仁田悦輝
  - 畠山大喜
  - 河手佑天
  - 菊池拓也
  - 板垣哲也

女子
- カバディ日本代表 - 1次リーグ敗退
  - 太田陽子
  - 笠原絵里
  - 越前谷美穂
  - 金子裕美
  - 伊藤万緑
  - 早藤有希子
  - 伊藤真由子
  - 井上はる
  - 高橋芹奈
  - 緑川千春

## セパタクロー
男子
- クアドラント - 2位
- チームダブルス - 3位
  - 内藤利貴
  - 佐藤優樹
  - 寺島武志
  - 林雅典
  - 高野征也
  - 佐藤翼
  - 山田昌寛
  - 小林裕和
  - 増田稜

女子
- クアドラント - 1次リーグ敗退
  - 川又ゆうみ
  - 槙尾渚
  - 菊池梓
  - 青木沙和
  - 三枝千夏
  - 中塚直子
  - 田中結理
  - 石原里美
  - 矢野千春

## ブリッジ
男子
- 寺本直志
- 田中陵華
- 加来浩
- 古田一雄
- 田中秀悟
- 横井大樹
- 勝部俊宏
- 瀬下拓未
- 上田哲也
- 男子ペア
  - 古田一雄、横井大樹 - 準決勝敗退
  - 寺本直志、田中秀悟 - 準決勝敗退
  - 田中陵華、加来浩 - 予選敗退
- 男子チーム
  - 寺本直志、田中陵華、加来浩、古田一雄、田中秀悟、横井大樹 - 予選敗退
- ミックスペア
  - 瀬下拓未、中尾共栄 - 11位
  - 勝部俊宏、勝部雅子 - 予選敗退
  - 上田哲也、上田真理子 - 予選敗退
- ミックスチーム
  - 勝部雅子、上田真理子、中尾共栄、勝部俊宏、瀬下拓未、上田哲也 - 予選敗退

女子
- 勝部雅子
- 中尾共栄
- 上田真理子

## パラグライディング
男子
- 岩﨑拓夫
- 上山太郎
- 呉本圭樹（アキュラシー個人）- 12位
- 中川喜昭
- 廣川靖晃（アキュラシー個人）- 17位
- アキュラシー団体 - 9位
  - 岩﨑拓夫、上山太郎、呉本圭樹、中川喜昭、廣川靖晃
- クロスカントリー団体 - 1位
  - 岩﨑拓夫、上山太郎、呉本圭樹、中川喜昭、廣川靖晃

女子
- 平木啓子（アキュラシー個人）- 8位
- 望月奈緒
- 山下敦子（アキュラシー個人）- 12位
- アキュラシー団体 - 5位
  - 平木啓子、望月奈緒、山下敦子
- クロスカントリー団体 - 2位
  - 平木啓子、望月奈緒、山下敦子